# Wizna (gromada)
Wizna – dawna gromada, czyli najmniejsza jednostka podziału terytorialnego Polskiej Rzeczypospolitej Ludowej w latach 1954–1972.
Gromady, z gromadzkimi radami narodowymi (GRN) jako organami władzy najniższego stopnia na wsi, funkcjonowały od reformy reorganizującej administrację wiejską przeprowadzonej jesienią 1954 do momentu ich zniesienia z dniem 1 stycznia 1973, tym samym wypierając organizację gminną w latach 1954–1972.
Gromadę Wizna z siedzibą GRN w Wiźnie utworzono – jako jedną z 8759 gromad – w powiecie łomżyńskim w woj. białostockim, na mocy uchwały nr 18/V WRN w Białymstoku z dnia 4 października 1954. W skład jednostki weszły obszary dotychczasowych gromad Wizna, Małachowo, Rutki, Męczki i Ruś ze zniesionej gminy Bożejewo oraz Włochówka i Smolarze ze zniesionej gminy Chlebiotki w tymże powiecie. Dla gromady ustalono 27 członków gromadzkiej rady narodowej.
31 grudnia 1959 do gromady Wizna przyłączono wsie Boguszki i Jarnuty ze znoszonej gromady Kotowo-Plac oraz wsie Sambory, Sieburczyn, Wierciszewo i Zanklewo oraz PGR Sieburczyn ze zniesionej gromady Sieburczyn.
31 grudnia 1961 do gromady Wizna przyłączono wsie Niwkowo i Bronowo ze zniesionej gromady Bronowo.
Gromada przetrwała do końca 1972 roku, czyli do kolejnej reformy gminnej. Z dniem 1 stycznia 1973 roku utworzono gminę Wizna.
Zobacz też: Wizna (gmina 1923–1927).